# جاما هيدروكسي بيوتيريت
جاما هيدروكسي بيوتيريت (بالإنجليزية: gamma-Hydroxybutyric)‏ ويُعرف اختصاراً "GHB" هو عقار مثبط للجهاز العصبي المركزي يُصنف من العقاقير النفسية. كما أنه يتم إنتاج هذه المادة بشكل طبيعي في الجسم في النواقل العصبية، لكن بكميات قليلة جداً حيث تقوم هذه المادة بتنظيم أنشطة الجسم والنوم. والجاما هيدروكسي بيوتيريت هو حمض دهني يتفاعل مع مستقبلات جابا ومستقبلات GHB الطبيعية في الجسم لتقليل نشاط الجهاز العصبي المركزي.

## التاريخ
اكتشف مادة الـGHB في جسم الإنسان العالم الكيميائي الروسي ألكسندر ميخائيلوفيتش زايتسيف سنة 1874. وقام الجراح الفرنسي الدكتور هنري لابوريت بابحاث موسعة عن المادة في النواقل العصبية في عقد 1960، واستخدمها في دراسة الناقل العصبي GABA. ولقد وجد أن الناقل العصبي جابا لا ينتقل بشكل عام من الدم إلى المخ، وإنما جي إتش بي هو الذي ينتقل من الدم إلى المخ ثم يتحول إلى جابا عن طريق عمليات كيميائية طبيعية.

## الاستخدام
يستخدم العقار بشكل مسموح بالتخدير في المستشفيات، كما يُستخدم كعلاج لحالات الإدمان على الكحول والمخدرات في مراكز علاج الإدمان، ويُستخدم مع مرضى النوم القهري. لكنه يُستخدم بشكل واسع في حالات الاعتداء الجنسي والاغتصاب لتخدير الضحايا وشل حركتهم. وتم تعاطيه بشكل واسع بالنوادي الليلية منذ التسعينات في أوروبا والولايات المتحدة.